# Institut Tècnic Eulàlia
L'Institut Tècnic Eulàlia es va fundar el 1925 al barri de Sarrià de Barcelona en un casal d'estil neogòtic, i que el 1985 va rebre la Creu de Sant Jordi. Va començar com a escola l'octubre de l'any 1925 al carrer Vilana 3. El curs 1931-1932 es va instal·lar a l'actual edifici del passeig de la Reina Elisenda 20-22. Durant el franquisme, també fou conegut com a "Estudios San Marcos" perquè se li revocà la llicència per a ensenyament secundari.
Fou dirigit inicialment per Bartomeu Oliver i Orell. Quan el 1938 s'exilià a Veneçuela, la direcció tècnica passà a Josep Campmany i Cunillé. Quan es jubilà, l'any 1971, la direcció es dividí entre Mercè Campmany i Núria Bonet.
S'ha caracteritzat per l'alt nivell del seu professorat, el catalanisme (fou un dels nuclis del Grup Torras i Bages), la laïcitat combinada amb una formació religiosa comprensiva, i l'ensenyament mixt.
Entre les activitats tradicionals destacaven la festa de Santa Eulàlia (patrona de l'Institut), el dia del llibre, la festa de Nadal i final de curs, els concursos literaris i de dibuix, les comunions al Monestir de Pedralbes, i els viatges d'estudi per Catalunya i Espanya (iniciats el 1957).
El 1995 fou adquirida per la Fundació Collserola i unida amb l'Escola Frederic Mistral per formar el centre concertat Escola Frederic Mistral-Tècnic Eulàlia.